# Atenteben
Atenteben ist eine Kernspaltflöte aus Bambus, die in Ghana gespielt wird. Die ursprünglich diatonische atenteben kann nach Veränderungen in Form und Spieltechnik in der Mitte des 20. Jahrhunderts und Ende der 1970er Jahre auch für ein chromatisches Spiel verwendet werden. Das einst bei Beerdigungsprozessionen genutzte Blasinstrument der traditionellen Musik Ghanas wird seit dem Beginn des 20. Jahrhunderts auch in der modernen und klassischen Musik eingesetzt. Einige Spieler haben es hier zu hoher Meisterschaft gebracht und sind in der Lage, sowohl westliche als auch traditionelle afrikanische Musik zu spielen.
Die atenteben besitzt einen Luftspalt am Rand im geraden oberen Ende des Flötenrohrs. Der Spieler drückt das Anblasende mit dem Luftspalt unten gegen die Lippen. Der Ursprung der atenteben liegt bei den Akanvölkern des südlichen und zentralen Ghana, insbesondere in der Region des Kwahu Plateau. Außerhalb der Region wurde sie durch den Musikwissenschaftler Ephraim Amu (1899–1995) populär. Sie wurde auch im panafrikanischen Orchester Nana Danso Abiam eingesetzt. Dela Botri, ein ehemaliges Mitglied des Orchesters ist heute einer der exponiertesten Spieler dieses Instrumentes. Seit 2004 kombiniert Botri die atenteben mit Hiplifemusik.
Die Flöte wird in vielen Schulen und Universitäten in Ghana gespielt, sowohl als Solo- als auch als Ensembleinstrument. Eine Spielanleitung für die atenteben wurde von Kwasi Aduonum geschrieben, einem ghanaischen Erzieher und Komponisten aus ihrem Ursprungsgebiet, dem Kwahu Plateau.
Der nigerianische Komponist Akin Euba setzte ein Kinder-Atentebenensemble in seiner Oper Chaka: eine Oper in zwei Gesängen ein.